# Rouvray-Sainte-Croix
Rouvray-Sainte-Croix és un municipi francès, situat al departament del Loiret i a la regió de Centre – Vall del Loira. L'any 2007 tenia 156 habitants.

## Demografia

### Població
El 2007 la població de fet de Rouvray-Sainte-Croix era de 156 persones. Hi havia 48 famílies, de les quals 8 eren unipersonals (8 homes vivint sols), 12 parelles sense fills, 24 parelles amb fills i 4 famílies monoparentals amb fills.
La població ha evolucionat segons el següent gràfic:
Habitants censats

### Habitatges
El 2007 hi havia 68 habitatges, 54 eren l'habitatge principal de la família, 8 eren segones residències i 6 estaven desocupats. Tots els 68 habitatges eren cases. Dels 54 habitatges principals, 45 estaven ocupats pels seus propietaris, 7 estaven llogats i ocupats pels llogaters i 2 estaven cedits a títol gratuït; 4 tenien dues cambres, 6 en tenien tres, 13 en tenien quatre i 31 en tenien cinc o més. 52 habitatges disposaven pel capbaix d'una plaça de pàrquing. A 19 habitatges hi havia un automòbil i a 34 n'hi havia dos o més.

### Piràmide de població
La piràmide de població per edats i sexe el 2009 era:
| Homes | Edats   | Dones |
| ----- | ------- | ----- |
| 0     | 95 o +  | 0     |
| 0     | 90 a 94 | 0     |
| 4     | 85 a 89 | 4     |
| 0     | 80 a 84 | 0     |
| 4     | 75 a 79 | 0     |
| 4     | 70 a 74 | 4     |
| 4     | 65 a 69 | 0     |
| 4     | 60 a 64 | 4     |
| 0     | 55 a 59 | 0     |
| 0     | 50 a 54 | 4     |
| 12    | 45 a 49 | 0     |
| 8     | 40 a 44 | 8     |
| 0     | 35 a 39 | 4     |
| 8     | 30 a 34 | 8     |
| 4     | 25 a 29 | 0     |
| 4     | 20 a 24 | 4     |
| 0     | 15 a 19 | 0     |
| 24    | 10 a 14 | 0     |
| 0     | 5 a 9   | 0     |
| 0     | 0 a 4   | 4     |

## Economia
El 2007 la població en edat de treballar era de 103 persones, 82 eren actives i 21 eren inactives. De les 82 persones actives 77 estaven ocupades (42 homes i 35 dones) i 5 estaven aturades (3 homes i 2 dones). De les 21 persones inactives 3 estaven jubilades, 11 estaven estudiant i 7 estaven classificades com a «altres inactius».

### Ingressos
El 2009 a Rouvray-Sainte-Croix hi havia 53 unitats fiscals que integraven 154 persones, la mediana anual d'ingressos fiscals per persona era de 19.349 €.

### Activitats econòmiques
Els 2 establiments que hi havia el 2007 eren d'entitats de l'administració pública.
L'any 2000 a Rouvray-Sainte-Croix hi havia 9 explotacions agrícoles.

## Poblacions més properes
El següent diagrama mostra les poblacions més properes.